# Condado de Jackson (Wisconsin)
El condado de Jackson (en inglés: Jackson County, Wisconsin), fundado en 1853, es uno de 72 condados del estado estadounidense de Wisconsin. En el año 2000, el condado tenía una población de 19.100 habitantes y una densidad poblacional de 7 personas por km². La sede del condado es Black River Falls.

## Geografía
Según la Oficina del Censo, el condado tiene un área total de 2590 km² (1000,0 mi²), de la cual 2555 km² (986,5 mi²) es tierra y 33 km² (12,7 mi²) es agua.

### Condados adyacentes
- Condado de Clark norte
- Condado de Wood este
- Condado de Juneau sureste
- Condado de Monroe sur
- Condado de La Crosse sudoeste
- Condado de Trempealeau oeste
- Condado de Eau Claire noroeste

## Demografía
| 1900   | 1910   | 1920   | 1930   | 1940   | 1950   | 1960   | 1970   | 1980   | 1990   | 2000   |
| ------ | ------ | ------ | ------ | ------ | ------ | ------ | ------ | ------ | ------ | ------ |
| 17.466 | 17.075 | 17.746 | 16.468 | 16.599 | 16.073 | 15.151 | 15.325 | 16.831 | 16.588 | 19.100 |

## Localidades

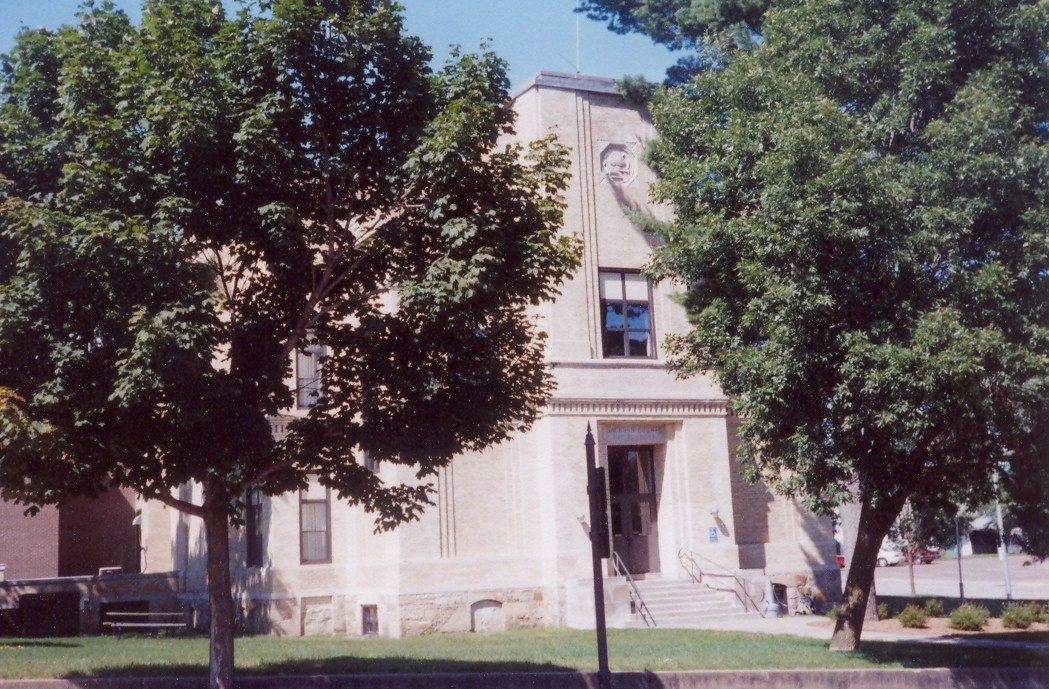
Palacio de justicia del condado de Jackson

### Ciudades y pueblos
- Adams
- Albion
- Alma Center
- Alma
- Bear Bluff
- Black River Falls
- Brockway
- City Point
- Cleveland
- Curran
- Franklin
- Garden Valley
- Garfield
- Hixton
- Hixton
- Irving
- Knapp
- Komensky
- Manchester
- Melrose
- Melrose
- Merrillan
- Millston
- North Bend
- Northfield
- Springfield
- Taylor

### Áreas no incorporadas
- Hatfield

### Principales carreteras
| - Interestatal 94 - U.S. Highway 12 - U.S. Highway 10 - Carretera 27 - Carretera 54 | - Carretera 95 - Carretera 71 - Carretera 65 - Carretera 108 - Carretera 121 |